# Índice de estado trófico

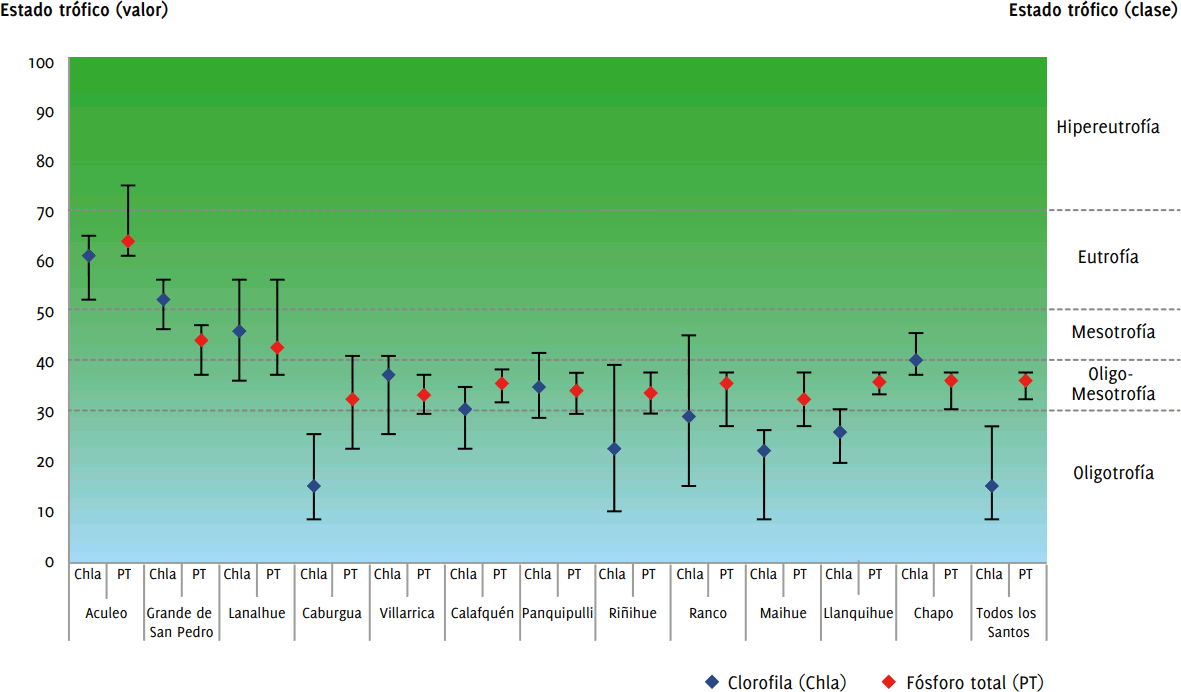
Estado trófico de 13 lagos de Chile en 2014.

El índice de estado trófico (TSI, del inglés Trophic state index)  es un sistema de clasificación diseñado para valorar los cuerpos de agua en función de su productividad biológica. Aunque el término "índice trófico" se aplica comúnmente a los lagos, puede aplicarse a cualquier cuerpo de agua superficial. 
El TSI de un cuerpo de agua se clasifica en una escala de cero a cien. En la escala TSI las masas de agua pueden  definirse como:
- oligotróficas Con un TSI 0–40, tienen la menor cantidad de productividad biológica. La  calidad del agua es "buena"
- mesoeutróficas Con un TSI 40-60, tienen un nivel moderado de productividad biológica y una calidad del agua "regular"
- Eutróficas a hipereutróficas Con un TSI 60–100, tienen una productividad biológica muy alta, con una calidad del agua "mala".

Las cantidades de nitrógeno, fósforo, y otros nutrientes biológicamente productivos son los determinantes primarios  del TSI de un cuerpo de agua. Los nutrientes como nitrógeno y fósforo tienden a ser factores limitantes en cuerpos de agua, por lo tanto, el aumento de las concentraciones tiende a producir un mayor crecimiento de las plantas, seguido de un aumento corolario en los niveles tróficos posteriores. En consecuencia, el índice trófico a veces se puede utilizar para hacer una estimación aproximada de la condición biológica de las masas de agua.

## Índice del estado trófico de Carlson
El índice de Carlson fue propuesto por Robert Carlson en su artículo fundamental de 1977, "Un índice de estado trófico para los lagos". Es uno de los índices tróficos más utilizados y es el utilizado por la Agencia de Protección Ambiental de Estados Unidos. El estado trófico se define como el peso total de biomasa en un cuerpo de agua dado en el momento de la medición. Debido a que es de interés público, el índice de Carlson utiliza la biomasa de algas como un clasificador objetivo del estado trófico de un lago u otra masa de agua. Según la EPA de EE. UU., el índice de Carlson solo debe usarse en lagos que tienen relativamente pocas plantas enraizadas y fuentes de turbidez que no sean algas.

### Variable de índice
Debido a que tienden a correlacionarse, se pueden usar tres variables independientes para calcular el Índice de Carlson: clorofila , fósforo total y Disco Secchi . De estos tres, la clorofila probablemente proporcionará las medidas más precisas, ya que es el predictor más exacto de la biomasa. El fósforo puede ser una estimación más precisa del estado trófico en verano en un cuerpo de agua que la clorofila si las mediciones se realizan durante el invierno. Finalmente, el disco de Secchi es probablemente la medida menos precisa, pero también la más asequible y conveniente. En consecuencia, los programas de monitoreo ciudadano y otras encuestas voluntarias o de gran escala a menudo utilizarán el disco de Secchi. Al traducir los valores de transparencia de Secchi a una escala logarítmica en base 2, cada duplicación sucesiva de la biomasa se representa como un número de índice entero. El disco de Secchi, que mide la transparencia de agua, indica la concentración de material disuelto y partículas en el agua, que a su vez se puede utilizar para calcular la biomasa. Esta relación se expresa en la siguiente ecuación:
{\displaystyle \left({\frac {1}{z}}\right)\left(\ln {\frac {I_{0}}{I_{z}}}\right)=k_{w}+\alpha C}
Dónde z = la profundidad en qué el disco desaparece,
I0 es la intensidad de la luz que golpea la superficie del agua,
Iz es aproximadamente el 10% de I0  y está considerado una constante,
kw Es un coeficiente para la atenuación de la luz por el agua y sustancias disueltas,
α se trata como una constante con las unidades de metros cuadrados por miligramo y
C es la concentración de partículas de materia en unidades de miligramos por metro cúbico.
| TSI                             | Clo [ug/l]                  | P [ug/l]                  | DS [m]                    | Clase trófica  |
| ------------------------------- | --------------------------- | ------------------------- | ------------------------- | -------------- |
| < 30—40                         | 0—2.6                       | 0—12                      | > 8—4                     | Oligotrófico   |
| 40—50                           | 2.6—20                      | 12—24                     | 4—2                       | Mesotrófico    |
| 50—70                           | 20—56                       | 24—96                     | 2—0.5                     | Eutrófico      |
| 70—100+                         | 56—155+                     | 96—384+                   | 0.5— < 0.25               | Hipereutrófico |
| 𝑇𝑆𝐼 = (𝑇 𝑆𝐼𝐷 + 𝑇𝑆𝐼𝑃 + 𝑇𝑆𝐼𝐶𝑙𝑜)/3 | 𝑇𝑆𝐼𝐶𝑙𝑜 = 9.81 l𝑛(𝐶𝑙𝑜)+ 30.6 | 𝑇𝑆𝐼𝑃 = 14.42 l𝑛(𝑃) + 4.15 | 𝑇𝑆𝐼𝐷S = 60 − 14.41 l𝑛(𝐷S) | Fórmula: 8     |

Las fórmulas de la última línea sirven para la normalización estadística, es decir, ajustar los valores medidos en diferentes escalas respecto a una escala común.

## Clasificaciones tróficas
Un lago generalmente se clasifica en una de tres clases posibles: oligotrófico, mesotrófico o eutrófico. Los lagos con índices tróficos extremos también pueden considerarse hiperoligotróficos o hipereutróficos (también "hipertróficos"). La siguiente tabla demuestra cómo los valores del índice se traducen en clases tróficas.
Los lagos oligotróficos generalmente albergan muy poca o ninguna vegetación acuática y son relativamente claros, mientras que los lagos eutróficos tienden a albergar grandes cantidades de organismos, incluidas las floraciones de algas. Cada clase trófica también admite diferentes tipos de peces y otros organismos. Si la biomasa de algas en un lago u otro cuerpo de agua alcanza una concentración demasiado alta (digamos> 80 TSI), puede ocurrir una muerte masiva de peces a medida que la biomasa en descomposición desoxigena el agua.

### Oligotrófico

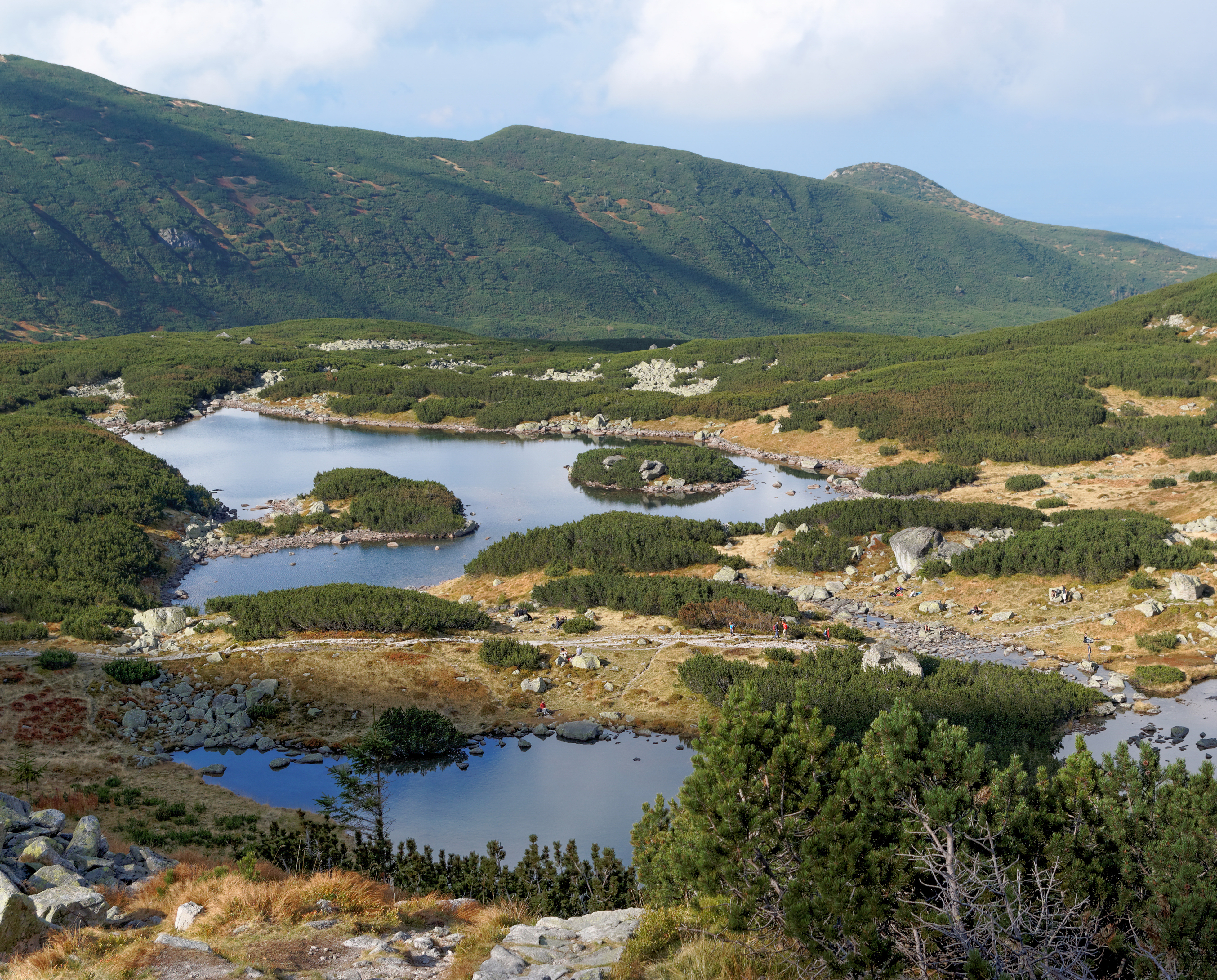
Lago Kurtkowiec, un lago oligotrófico en los Montes Tatra del sur de Polonia.

Los limnólogos usan el término "oligotrófico" para describir lagos que tienen una baja productividad primaria debido a una deficiencia de nutrientes.  (Esto contrasta con los lagos eutróficos, los cuales son altamente productivos debido a un alto suministro de nutrientes, que pueden proceder de actividades humanas como agricultura en la cuenca.)  
Los lagos oligotróficos son más comunes en regiones frías y escasamente desarrolladas que están sustentadas por un lecho de roca granítica ígnea cristalina. Debido a su baja producción de algas, estos lagos tienen, en consecuencia, aguas muy claras, con una alta calidad de agua potable.
Los lagos que tienen sus capas mezcladas se clasifican en la categoría de holomicticos, mientras que los que no tienen las capas mezcladas y están permanentemente estratificado se denominan meromicticos. 
Generalmente, en un lago holomíctico, durante el otoño, el enfriamiento del epilimnio reduce la estratificación del lago, lo que permite que se produzca la mezcla. Los vientos ayudan en este proceso. Por lo tanto, es la mezcla profunda de lagos (que ocurre con mayor frecuencia durante el otoño y principios del invierno, en lagos holomícticos del subtipo monomíctico) lo que permite que el oxígeno sea transportado desde el epilimnio al hipolimnio.
De esta manera, los lagos oligotróficos pueden tener oxígeno significativo hasta la profundidad a la que ocurre la mezcla estacional antes mencionada, pero serán deficientes en oxígeno por debajo de esta profundidad. Por lo tanto, los lagos oligotróficos a menudo albergan especies de peces como la trucha de lago, que requieren aguas frías y bien oxigenadas. El contenido de oxígeno de estos lagos es función de su volumen hipolimnético mezclado estacionalmente. Los volúmenes hipolimnéticos (más profundos) que son anóxicos harán que los peces se reúnan en áreas donde el oxígeno es suficiente para sus necesidades.
La anoxia es más común en el hipolimnio durante el verano cuando no se produce la mezcla. En ausencia de oxígeno en el epilimnio, la descomposición puede causar hipoxia en el hipolimnio.

### Mesotrófico
Los lagos mesotróficos son lagos con un nivel intermedio de productividad. Estos lagos son comúnmente lagos y estanques de agua clara con lechos de plantas acuáticas sumergidas y niveles medios de nutrientes.
El término mesotrófico también se aplica a los hábitats terrestres. Los suelos mesotróficos tienen niveles moderados de nutrientes.

### Eutrófico

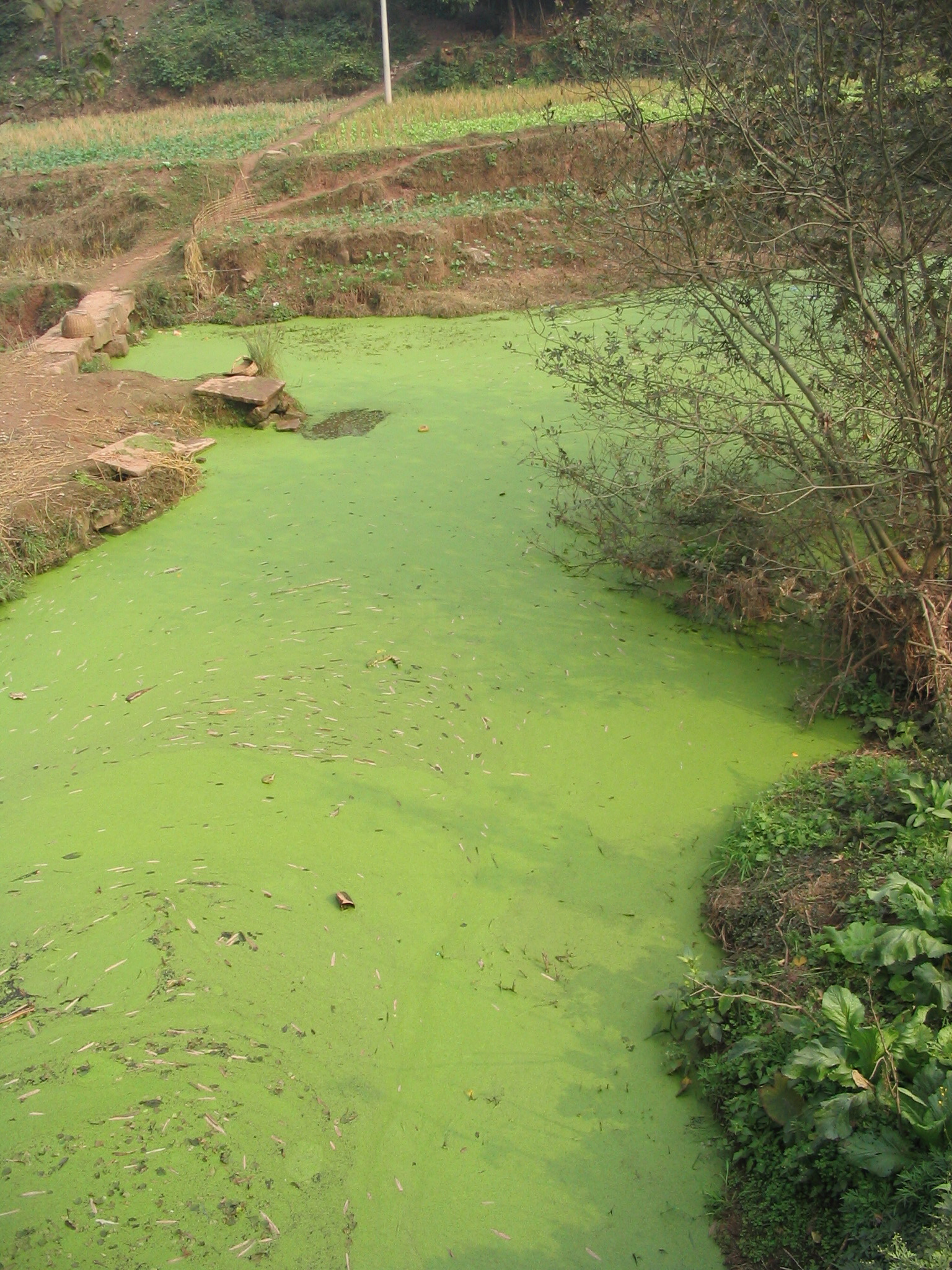
Brote de algas en un río de pueblo en las montañas cerca de Chengdu, Sichuan, China

Una masa de agua eutrófica, comúnmente un lago o estanque, tiene una alta productividad biológica. Debido al exceso de nutrientes, especialmente nitrógeno y fósforo, estos cuerpos de agua pueden sustentar una gran cantidad de plantas acuáticas. Por lo general, el cuerpo de agua estará dominado por plantas acuáticas o algas. Cuando dominan las plantas acuáticas, el agua tiende a ser clara. Cuando dominan las algas , el agua tiende a ser más oscura. Las algas realizan la fotosíntesis que suministra oxígeno a los peces y la biota que habita en estas aguas. Ocasionalmente, se producirá una floración excesiva de algas y, en última instancia, puede provocar la muerte de los peces, debido a la respiración de las algas y las bacterias que viven en el fondo. El proceso de eutrofización puede ocurrir de forma natural y por impacto humano en el medio ambiente.
Eutrófico proviene del griego eutrophos que significa "bien nutrido", de eu que significa bueno y trephein que significa "nutrir".

### Hipereutrófico
Los lagos hipereutróficos son lagos muy ricos en nutrientes que se caracterizan por frecuentes y graves proliferaciones de algas molestas y poca transparencia. Los lagos hipereutróficos tienen una profundidad de visibilidad de menos de 90 cm, tienen más de 40 microgramos / litro de clorofila total y más de 100 microgramos / litro de fósforo.
La proliferación excesiva de algas también puede reducir significativamente los niveles de oxígeno y evitar que la vida funcione en profundidades más bajas, creando zonas muertas debajo de la superficie.
Asimismo, las grandes floraciones de algas pueden provocar la biodilución, que es una disminución en la concentración de un contaminante con un aumento en el nivel trófico. Esto se opone a la biomagnificación y se debe a una disminución de la concentración debido al aumento de la absorción de algas.

## Controladores de índice trófico
Tanto los factores naturales como los antropogénicos pueden influir en el índice trófico de un lago o de otra masa de agua. Una masa de agua situada en una región rica en nutrientes con una alta productividad primaria neta puede ser naturalmente eutrófica. Los nutrientes transportados a los cuerpos de agua de fuentes no puntuales, como la escorrentía agrícola, los fertilizantes residenciales y las aguas residuales, aumentarán la biomasa de algas y pueden fácilmente hacer que un lago oligotrófico se vuelva hipereutrófico.

## Objetivos de gestión
A menudo, el índice trófico deseado difiere entre las partes interesadas. Los entusiastas de las aves acuáticas (por ejemplo, los cazadores de patos) pueden querer que un lago sea eutrófico para que pueda albergar una gran población de aves acuáticas. Sin embargo, los residentes pueden querer que el mismo lago sea oligotrófico, ya que es más agradable para nadar y pasear en bote. Las agencias de recursos naturales son generalmente responsables de conciliar estos usos conflictivos y determinar cuál debería ser el índice trófico de un cuerpo de agua.